# 辛文房
辛文房（？—？），字良史，元朝西域人，文史学家、诗人。

## 生平
泰定元年（1324年）官居省郎之職，清人陸友仁的《研北雜誌》稱其能詩，自稱酷好唐青。元成宗大德甲辰（1304年）撰成《唐才子傳》十卷，共收唐、五代詩人傳記278篇，傳中又附120人小傳，合計398人。